# Tom Palmer (dessinateur)
Pour les articles homonymes, voir Tom Palmer et Palmer.
Thomas John Palmer (né le 13 juillet 1941 dans le Queens à New York et mort le 18 août 2022) est un dessinateur et encreur de bande dessinée américain.

## Biographie
Tom Palmer a effectué la plus grande partie de sa carrière chez Marvel Comics où il a contribué à de nombreux univers comme Star Wars, The Avengers ou encore Daredevil. Il est le père de Tom Palmer Junior, lui aussi auteur de comics.
Il a reçu l'Alley Award du meilleur encreur en 1969 et a été invité à la convention Générations Star Wars et Science Fiction en 2013.
Thomas John Palmer meurt le 18 août 2022 à l'âge de 81 ans.

## Récompenses
- 2008 : Prix Inkwell rétrospectif du meilleur finisseur/embellisseur
- 2014 : Temple de la renommée Joe Sinnott, pour son œuvre d'encreur